# Großsteingräber bei Ristedt
Die Großsteingräber bei Ristedt waren ursprünglich mindestens sechs megalithische Grabanlagen der jungsteinzeitlichen Tiefstichkeramikkultur nahe Ristedt, einer Ortschaft der Stadt Klötze im Altmarkkreis Salzwedel, Sachsen-Anhalt. Heute ist nur noch eine schlecht erhaltene Anlage vorhanden, die anderen wurden im 19. Jahrhundert zerstört.

## Lage
Das erhaltene Grab befindet sich westlich von Ristedt im Forst und ist über einen Waldweg erreichbar. Das zerstörte Grab KS 162 lag nach Johann Friedrich Danneil bei Ristedt, nahe an der Gemarkungsgrenze zu Immekath. Grab KS 163 lag etwa 500 Schritt (ca. 375 m) östlich hiervon. Grab KS 164 lag 40 Schritt (ca. 30 m) nördlich von KS 163. KS 165 lag noch weiter nördlich, eine Entfernungsangabe fehlt allerdings. Grab KS 166 lag wiederum nördlich von KS 165, nahe am Weg nach Tangeln.
In der näheren Umgebung des erhaltenen Grabes befinden sich mehrere weitere Großsteingräber: Etwa 1,1 km südöstlich liegen die Großsteingräber bei Immekath und 1 km nordwestlich die Großsteingräber bei Tangeln.

## Forschungsgeschichte
Fünf Gräber wurden erstmals 1843 durch Johann Friedrich Danneil beschrieben. Eduard Krause und Otto Schoetensack stellten Anfang der 1890er Jahre bei einer erneuten Aufnahme der Großsteingräber der Altmark fest, dass all diese Anlagen in der Zwischenzeit zerstört worden waren. Das sechste Grab fand sowohl bei Danneil als auch bei Krause/Schoetensack keine Erwähnung, es ist allerdings auf einem Messtischblatt von 1902 eingezeichnet. 1957 findet sich das Grab in einer Liste potentiell unter Schutz zu stellender Bodendenkmäler wieder. Hans-Jürgen Beier führte 1991 irrtümlich das westlichste von Danneil beschriebene Grab als noch erhalten. Eventuell liegt hier eine Verwechslung mit dem tatsächlich erhaltenen Grab vor. 2003–04 erfolgte eine weitere Aufnahme und Vermessung aller noch existierenden Großsteingräber der Altmark als Gemeinschaftsprojekt des Landesamts für Denkmalpflege und Archäologie Sachsen-Anhalt, des Johann-Friedrich-Danneil-Museums Salzwedel und des Vereins „Junge Archäologen der Altmark“. Hierbei wurde die erhaltene Anlage erneut übersehen. Eine genauere wissenschaftliche Aufnahme fand erst 2007 statt.
Für die Gräber existieren unterschiedliche Nummerierungen. Für die zerstörten Gräber werden im Folgenden die Nummern verwendet mit der Krause und Schoetensack sie versahen.
| offizielle Nr. | Danneil (1843) | Krause/ Schoetensack (1893) | Beier (1991) | Anmerkungen |
| -------------- | -------------- | --------------------------- | ------------ | ----------- |
| ?              | –              | –                           | –            | erhalten    |
| –              | D 119          | KS 162                      | 1            | zerstört    |
| –              | D 120          | KS 163                      | 2            | zerstört    |
| –              | D 121          | KS 164                      | 3            | zerstört    |
| –              | D 122          | KS 165                      | 4            | zerstört    |
| –              | D 123          | KS 166                      | 5            | zerstört    |

## Beschreibung

### Das erhaltene Grab
Von der ursprünglichen Anlage sind heute nur noch die Hügelschüttung sowie ein Wandstein der Grabkammer erhalten. Nach Auskunft eines Anwohners waren mindestens bis in die 1960er Jahre noch weitere Steine vorhanden. Der Hügel ist noch deutlich erkennbar. Er ist ost-westlich orientiert und von ovaler Form. Er hat eine Länge von ca. 16 m, eine Breite von 12 m und eine Höhe von 0,9 m. Der Wandstein misst 1,3 m × 1,2 m. Er ist rötlich und besitzt eine glatte Innenseite.

### Die zerstörten Gräber

#### Grab KS 162
Das Grab besaß eine Hügelschüttung mit einer steinernen Umfassung. Angaben zu Maßen, Form und Ausrichtung sind nicht überliefert. Einige Umfassungssteine waren bei Danneils Ausnahme bereits entfernt worden. Die Grabkammer hatte eine Länge von 9,4 m und eine Breite von 3,1 m. Danneil konnte nur noch einen Deckstein ausmachen. Aufgrund der Größe der Kammer muss es sich um einen Großdolmen oder ein Ganggrab gehandelt haben.

#### Grab KS 163
Dieses Grab besaß ein wohl ost-westlich orientiertes Hünenbett, dessen Maße nicht überliefert sind. An einer Ecke der Ostseite stand ein 2,2 m hoher Wächterstein. Die Grabkammer hatte eine Länge von 10 m und eine Breite von 3,8 m. Danneil konnte noch drei Decksteine feststellen, die alle jeweils 3 m lang waren. Aufgrund der Größe der Kammer muss es sich um einen Großdolmen oder ein Ganggrab gehandelt haben.

#### Grab KS 164
Diese Anlage besaß eine Grabkammer mit einer Länge von 5,6 m und einer Breite von 2,5 m. Bei Danneils Ausnahme waren noch drei Decksteine vorhanden. Vermutlich handelte es sich um einen Großdolmen.

#### Grab KS 165
Diese Anlage besaß eine Grabkammer mit einer Länge von 6,3 m und einer Breite von 2,5 m. Bei Danneils Ausnahme waren noch drei Decksteine vorhanden. Vermutlich handelte es sich um einen Großdolmen.

#### Grab KS 166
Das Grab besaß eine Hügelschüttung mit steinerner Umfassung und war bei Danneils Aufnahme bereits teilweise zerstört. Eine genauere Beschreibung der Anlage liegt nicht vor. Danneil erwähnte lediglich, dass die Steine der Umfassung und der Grabkammer teilweise mehr als 1,9 m im Erdreich steckten und nur 0,3 m darüber hinaus ragten.

## Funde

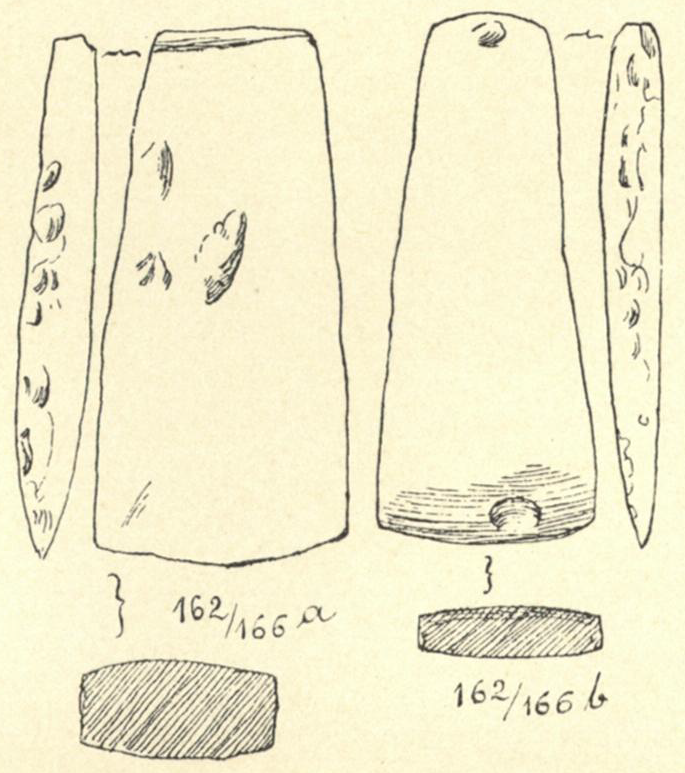
Beile aus den zerstörten Großsteingräbern bei Ristedt

Aus den von Danneil beschriebenen Gräbern stammen zwei geschliffene Feuerstein-Beile. Aus welchem Grab bzw. welchen Gräbern sie genau stammen, ist nicht überliefert. Die beiden Stücke befinden sich heute im Besitz des Johann-Friedrich-Danneil-Museums in Salzwedel.